# فارمینگتون (دلاور)
فارمینگتون، دلاور (به انگلیسی: Farmington, Delaware) یک سکونتگاه مسکونی در ایالات متحده آمریکا با جمعیت ۱۱۰ نفر است که در دلاویر واقع شده‌است.